# Gruppo Grotte Milano
Il Gruppo Grotte Milano (GGM) è un'associazione speleologica fondata nel 1932 all'interno della Società Escursionisti Milanesi (SEM), sezione del Club Alpino Italiano (CAI). Il gruppo è tra i più antichi e attivi in Italia nel campo della speleologia, con oltre 90 anni di esplorazioni, ricerche scientifiche e documentazione delle cavità naturali.
Fin dalla sua fondazione, il GGM si è dedicato all'esplorazione delle grotte italiane e internazionali, contribuendo alla scoperta e al rilievo di numerosi abissi e cavità sotterranee, in particolare nelle Alpi Lombarde e nella zona carsica della Grigna Settentrionale.

## Attività
Il Gruppo Grotte Milano si occupa di diverse attività legate alla speleologia, tra cui:
- Esplorazione e rilievo speleologico: documentazione di grotte e abissi in Lombardia e in altre regioni.
- Ricerca scientifica:  studi geologici, idrogeologici e climatologici sulle cavità naturali.
- Didattica e formazione: corsi di speleologia di primo e secondo livello, in collaborazione con il CAI.
- Conservazione dell'ambiente: progetti di monitoraggio e tutela delle grotte e delle risorse idriche sotterranee.
- Collaborazioni con università ed enti: progetti di ricerca con istituti scientifici e accademici.

## Esplorazioni principali
Il GGM ha contribuito alla scoperta e alla documentazione di molte cavità di rilievo, tra cui:
- Grotta di Aladino (Grigna Settentrionale): esplorazioni e studi sulla circolazione d'aria sotterranea.
- Abisso delle Spade (Grigna Settentrionale):  esplorato tra il 1973 e il 1977 con il rilievo completo fino a -157 m[2].

## Collaborazioni
Il Gruppo Grotte Milano collabora con diversi enti e associazioni per la ricerca e la protezione dell’ambiente carsico, tra cui:
- Club Alpino Italiano (CAI)
- Società Speleologica Italiana (SSI)
- Università e centri di ricerca per studi geologici e idrogeologici

## Pubblicazioni
Il GGM ha prodotto diverse pubblicazioni scientifiche e divulgative, tra cui articoli su riviste speleologiche e atti di congressi nazionali ed internazionali.